# 카우 티핑

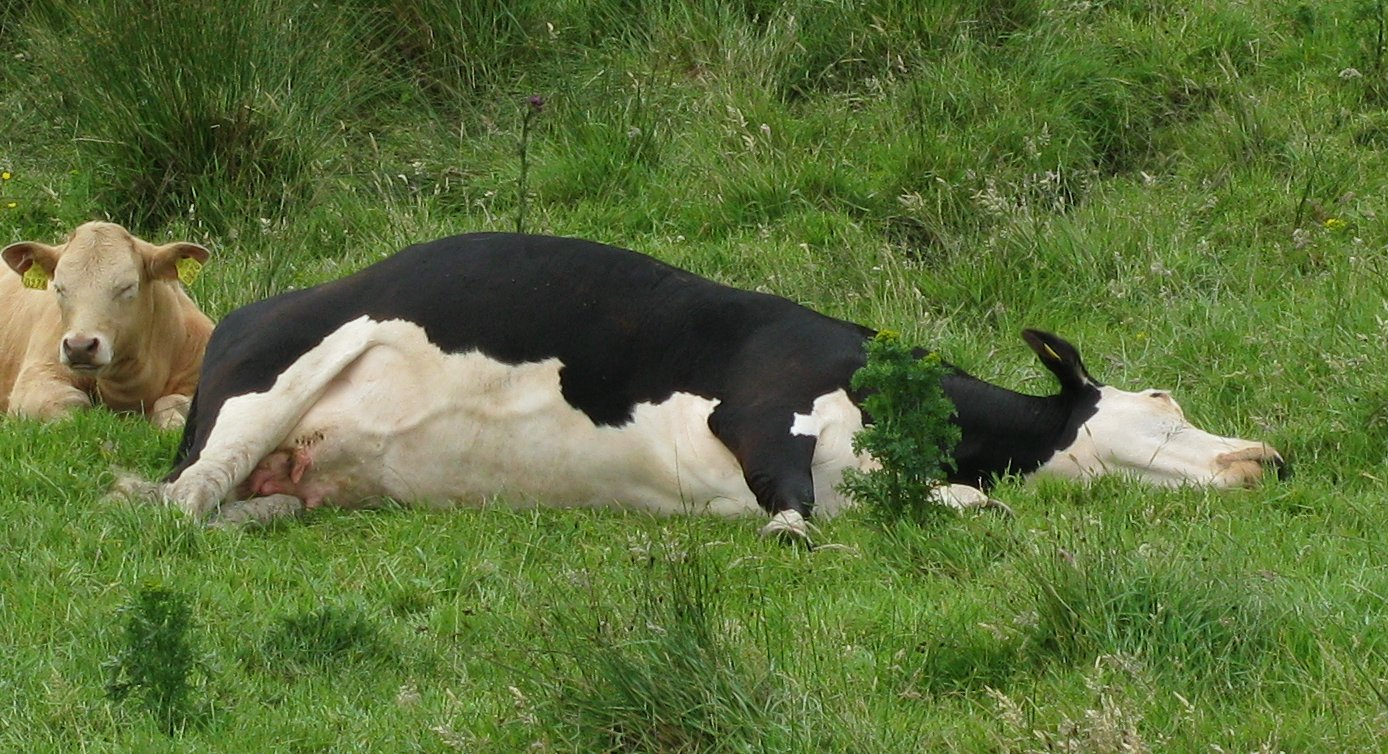
소는 잠을 자기 위해 정기적으로 눕는다.

카우 티핑(cow tipping)은 의심하지 않거나 잠들어 있는 똑바로 서 있는 소에게 몰래 다가가 즐거움을 위해 넘어뜨리는 활동을 말한다. 카우 티핑은 일반적으로 도시전설로 간주되며 그러한 위업에 대한 이야기는 과장된 이야기로 여겨진다. 농촌 사람들이 대안이 부족하여 그러한 오락을 추구한다는 함의는 고정관념으로 간주된다. 카우 티핑의 개념은 1970년대에 발전한 것으로 보이지만, 쓰러지면 일어설 수 없는 동물에 대한 이야기는 로마 제국 시대까지 거슬러 올라가는 역사적 선례를 가지고 있다.
소는 정기적으로 누우며 병들거나 다치지 않는 한 쉽게 일어설 수 있다. 카우 티핑이 이론적으로 가능한지 여부를 결정하기 위해 과학적 연구가 수행되었으며, 다양한 결론이 나왔다. 모든 연구는 소가 놀라게 하거나 넘어뜨리려 할 때 일반적으로 저항하는 큰 동물이라는 데 동의한다. 추정치에 따르면 3,000 and 4,000 뉴턴 (670 and 900 파운드힘) 사이의 힘이 필요하며, 이를 달성하려면 최소 4명에서 많게는 14명까지 필요할 수 있다. 소를 땅에 눕히거나 "캐스팅"해야 하는 실제 상황(예: 낙인 작업, 발굽 관리 또는 수의 치료)에서는 밧줄 구속이 필요하거나 소를 가두어 넘어뜨리는 특수 기계 장비가 사용된다. 드물게 소가 도랑이나 언덕 근처에 눕거나 쓰러져 도움 없이는 정상적으로 일어설 수 없는 경우도 있다. 카우 티핑은 대중문화에서 많은 언급이 있으며 수사학적 표현으로도 사용된다.

## 과학적 연구

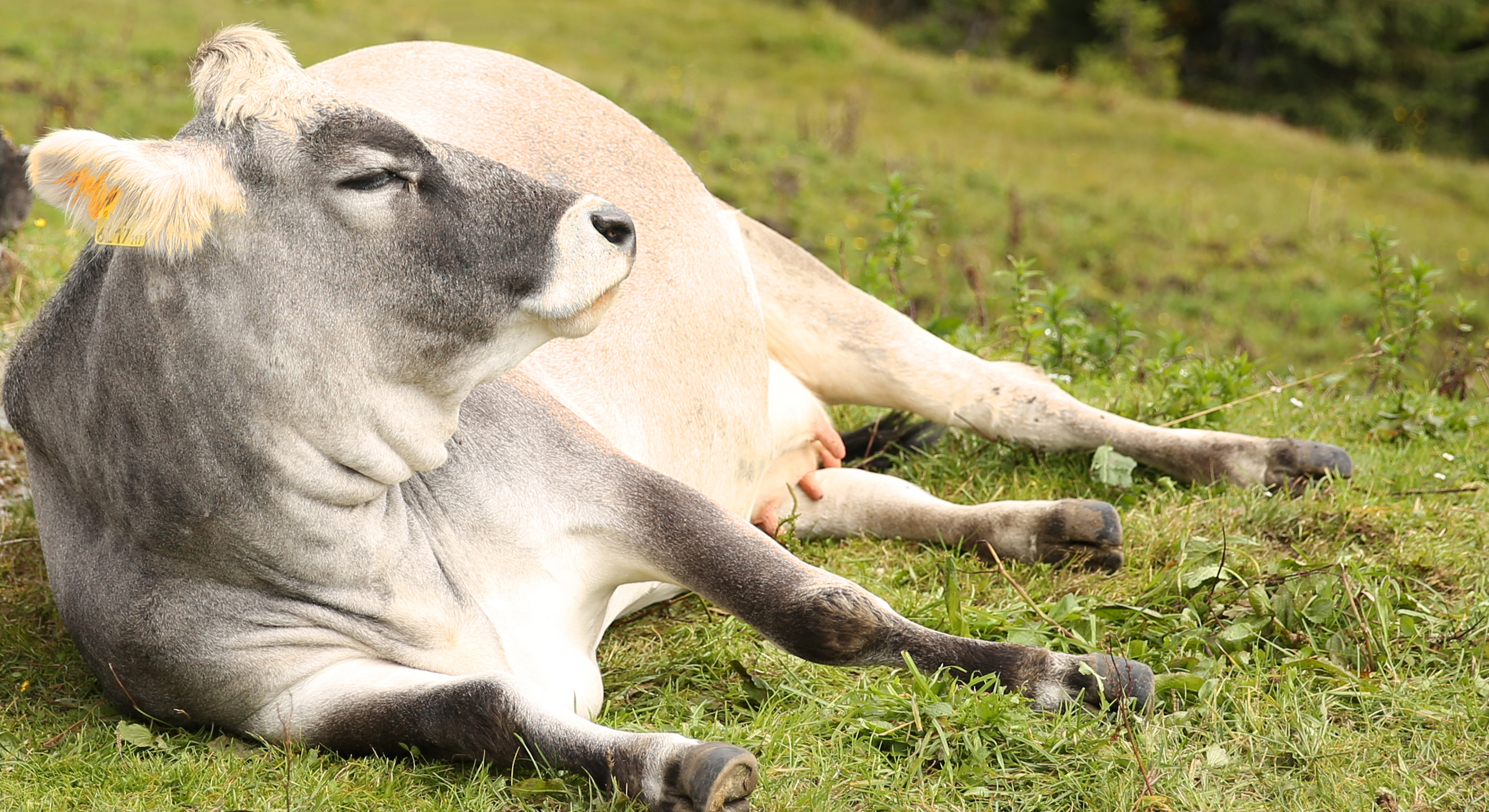
옆으로 누워 있는 건강한 소는 움직이지 못하는 것이 아니다. 원할 때 언제든지 일어설 수 있다.

도시전설의 일부 버전은 소가 서서 잠을 자기 때문에 동물이 반응하지 않고 접근하여 넘어뜨릴 수 있다고 제안한다. 그러나 소는 서서 가볍게 잠을 자며 쉽게 깨어난다. 깊은 잠을 자기 위해 눕는다. 또한, 많은 출처에서 이러한 행위의 실현 가능성에 의문을 제기했는데, 대부분의 소는 450 킬로그램 (990 파운드) 이상 나가고 그보다 작은 힘에는 쉽게 저항하기 때문이다.
브리티시컬럼비아 대학교의 동물학자 마고 릴리(Margo Lillie)와 그녀의 학생 트레이시 보클러(Tracy Boechler)가 이끈 2005년 연구는 소를 넘어뜨리는 데 거의 3,000 뉴턴 (670 lbf)의 힘이 필요하며 따라서 한 사람이 해낼 수 없다고 결론지었다. 그녀의 계산에 따르면 소를 넘어뜨리기에 충분한 힘을 가하려면 4명 이상이 필요하며, 이는 한 사람이 660 뉴턴 (150 lbf)의 힘을 가할 수 있다는 추정치를 기반으로 한다. 그러나 소가 몸을 지탱할 수 있기 때문에 릴리와 보클러는 5~6명이 필요할 가능성이 높다고 제안했다. 더욱이 소는 주변 환경을 잘 인지하고 있으며, 뛰어난 후각과 청각 때문에 놀라게 하기가 매우 어렵다. 릴리와 보클러의 분석에 따르면 소가 움직이지 않는다면 정역학 원리에 따라 두 사람이 소가 반응하기 전에 질량 중심을 발굽 위로 밀어 소를 넘어뜨릴 수 있을 것이다. 그러나 소는 경직되거나 반응이 없는 것이 아니며, 인간이 더 빨리 움직여야 할수록 가할 수 있는 힘은 줄어든다. 따라서 릴리와 보클러는 이러한 방식으로 소를 실제로 넘어뜨릴 가능성은 낮다고 결론지었다. 릴리는 "제 생각에는 모든 물리적인 면에서 불가능합니다."라고 말했다.
생물학자 스티븐 보겔(Steven Vogel)은 서 있는 소를 밀어 넘어뜨리는 데 약 3,000뉴턴의 힘이 필요하다는 점에는 동의하지만, 릴리와 보클러의 연구가 개인 인간의 미는 능력을 과대평가했다고 생각한다. 코터렐(Cotterell)과 카밍가(Kamminga)가 인간이 280뉴턴의 미는 힘을 발휘한다고 추정한 데이터를 사용하면서, 보겔은 소를 넘어뜨리는 데 필요한 높이에서 힘을 가하는 사람이 최대 300뉴턴을 넘지 않는 힘을 생성할 수 있다고 제안한다. 이 계산에 따르면 반응하지 않는 소를 넘어뜨리려면 최소 10명이 필요하다. 그러나 그는 이러한 통합된 힘 요구 사항이 그러한 장난에 가장 큰 장애물이 아닐 수도 있다고 말한다. 서 있는 소는 잠들어 있지 않으며, 다른 동물과 마찬가지로 항상 경계하는 반사 작용을 가지고 있다. 그는 "소가 무게 중심의 전체적인 변화 없이 자세를 약간만 넓히더라도 약 4,000뉴턴 또는 14명의 미는 사람이 필요할 것이다. 이는 소를 화나게 하지 않고 배치하기에 상당히 어려운 일이다"라고 말한다.

## 역사적 기원
특정 동물이 밀려 넘어진 경우 일어설 수 없다는 믿음에는 역사적 선례가 있다. 율리우스 카이사르는 유럽 말코손바닥사슴이 무릎 관절이 없어 넘어지면 일어날 수 없다는 믿음을 기록했다. 가이우스 플리니우스 세쿤두스도 그가 아킬리스(achlis)라고 부른 동물의 뒷다리에 대해 동일하게 말했다. 19세기 플리니우스의 번역가인 보스톡(Bostock)과 라일리(Riley)는 아킬리스가 단순히 말코손바닥사슴의 다른 이름이라고 말했다. 그들은 플리니우스의 아킬리스(말코손바닥사슴)의 관절 없는 뒷다리에 대한 믿음이 거짓임을 지적했다.
1255년, 프랑스의 루이 9세는 헨리 3세에게 런던탑의 머내저리에 넣을 코끼리를 선물했다. 역사가 매슈 패리스의 그의 크로니카 마조라를 위한 그림은 코퍼스 크리스티 칼리지, 케임브리지의 베스티아리에서 볼 수 있다. 첨부된 텍스트는 코끼리가 무릎이 없어 넘어지면 일어날 수 없다는 코끼리 전설을 인용한다.
언론인 제이크 스틸해머(Jake Steelhammer)는 카우 티핑이라는 미국의 도시 전설이 1970년대에 시작되었다고 믿는다. 그는 "크레이지 토미 보이와 헤더스 같은 영화에서 카우 티핑 원정을 다루면서 80년대에 급부상했다"고 말한다. 그는 카우 티핑에 대한 이야기는 소를 넘어뜨렸다고 주장하지는 않지만, 그렇게 했다고 말하는 다른 사람을 아는 사람에 의해 전해지는 간접적인 경향이 있다고 말한다.

## 수의 및 사육 관행

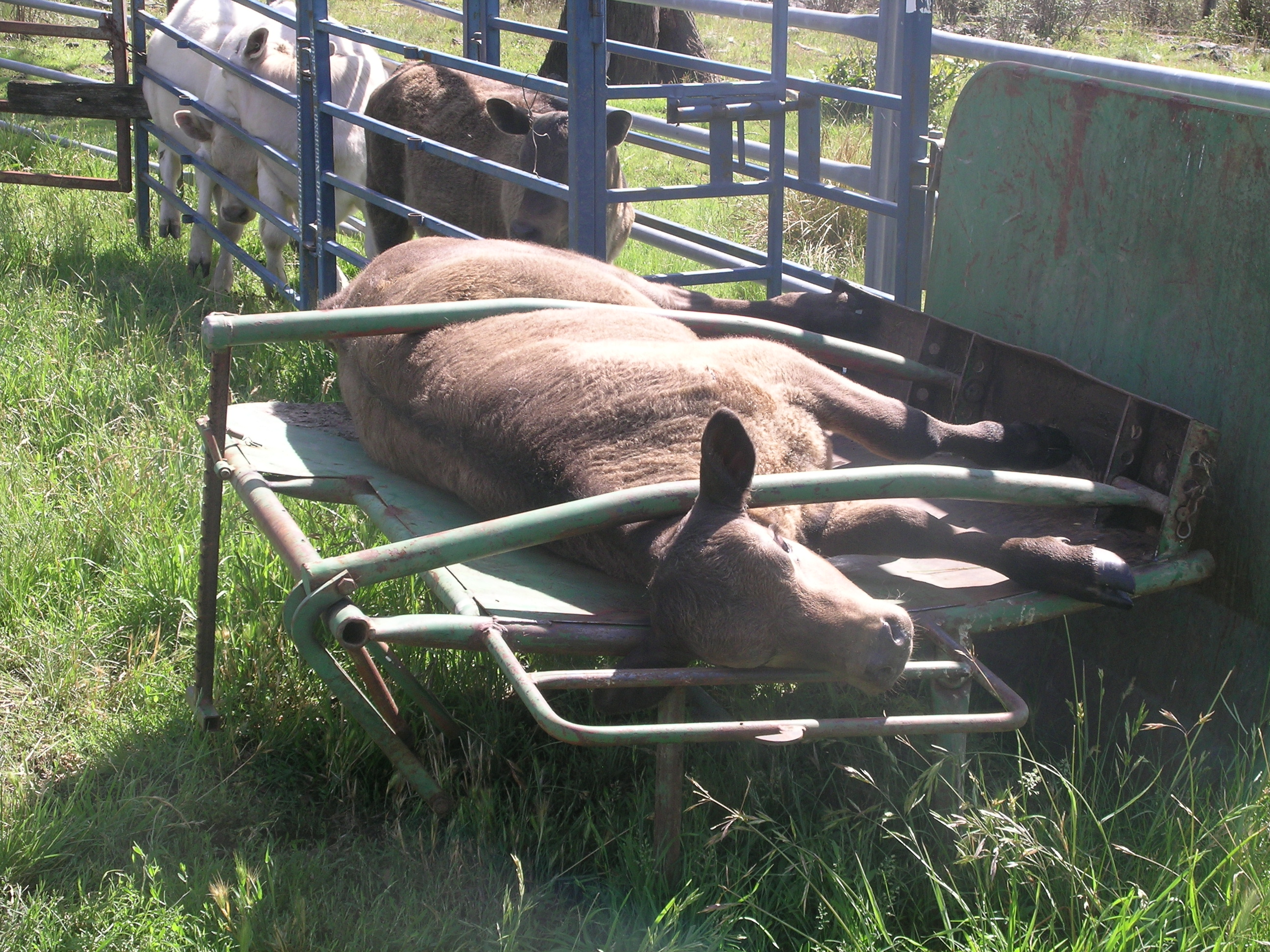
호주에서 낙인 작업에 사용되는 송아지 크래들

소는 특정 축산 관행 및 의료 치료를 위해 의도적으로 넘어뜨려야 할 수도 있다. 의료 목적으로 행해질 때는 종종 "캐스팅"이라고 불리며, 기계적인 도움 없이 수행될 때는 동물의 몸과 다리 주위에 9 to 12 미터 (30 to 40 ft)의 밧줄을 묶어야 한다. 밧줄이 미끄러지지 않는 볼라인 매듭으로 고정되면, 동물이 균형을 잃을 때까지 뒤로 당겨진다. 소가 일단 흉골에 엎드린 자세(가슴으로 엎드린 자세)를 취하도록 강제되면, 옆으로 굴려 다리를 묶어 발길질을 막을 수 있다.
"티핑 테이블" 또는 "던지기"라고도 불리는 송아지 테이블 또는 송아지 크래들은 송아지에게 낙인을 찍을 때 사용하도록 고안된 비교적 현대적인 발명품이다. 송아지는 가축 통로로 들어가 갇힌 다음, 낙인 및 거세를 용이하게 하기 위해 장비에 의해 옆으로 기울여진다.
성체 소를 위한 유압식 기울기 테이블은 1970년대부터 존재해 왔으며, 특히 동물의 성기와 발굽 관리를 위한 수의 치료를 가능하게 하기 위해 소를 들어 올려 옆으로 기울이도록 설계되었다. (말과 달리 소는 서 있는 동안 장제사에게 일반적으로 협조하지 않는다.) 캐나다의 한 수의사는 "테이블을 사용하는 것이 동물을 검사하기 위해 아래로 들어가려 애쓰는 것보다 훨씬 안전하고 쉽다"고 설명했으며, 패딩이 있는 테이블에 넘어뜨려진 소는 일반적으로 발버둥 치는 것을 멈추고 상당히 빨리 진정된다고 지적했다. 새스커툰의 서스캐처원주에 있는 서부 수의과대학에서 개발된 한 디자인은 이러한 유형의 장치를 사용할 때 "소의 편안함"을 독특한 보살핌 측면으로 포함했다.

### 비자발적 와위
소는 무심코 스스로 넘어질 수 있다. 소는 덩치가 크고 다리가 비교적 짧기 때문에 굴러다닐 수 없다. 누워서 발이 위쪽으로 향하도록 옆으로 구르는 소는 갇혀서 도움 없이는 일어날 수 없으며, 잠재적으로 치명적인 결과를 초래할 수 있다. 이러한 경우 두 사람이 소를 굴리거나 뒤집어서 발이 아래쪽으로 향하게 하여 스스로 일어설 수 있도록 할 수 있다. "실제 카우 티핑"의 한 문서화된 사례에서, 임신한 소가 뉴햄프셔주의 협곡에 굴러들어가 뒤집힌 상태로 갇혔다가 자원 소방관에 의해 구조되었다. 소의 주인은 이 일이 이전에 "한두 번" 일어났다고 언급했다.
외상이나 질병으로 인해 소가 일어서지 못할 수도 있다. 이러한 동물들은 때때로 "앉은뱅이 소"라고 불린다. 때로는 분만으로 인한 근육 및 신경 손상이나 유선염과 같은 질병의 결과로 발생하기도 한다. 다리 부상, 근육 파열 또는 어떤 종류의 심각한 감염도 원인이 될 수 있다. 앉은뱅이 소는 일어서도록 장려되며, 그렇게 할 경우 회복 가능성이 훨씬 높다. 일어서지 못하는 경우에도 일부는 의료 지원을 받아 14일까지 생존했으며 궁극적으로는 다시 일어설 수 있었다. 앉은뱅이 소에 대한 적절한 의료 처치는 추가 부상을 방지하기 위해 3시간마다 한쪽에서 다른 쪽으로 굴려주고, 적은 양의 먹이를 조심스럽게 자주 먹이며, 깨끗한 물에 접근할 수 있도록 하는 것을 포함한다.

### 죽음
죽은 동물은 넘어진 것처럼 보일 수 있지만, 이는 사실 사후경직 과정이다. 사후경직은 시체의 근육을 경직시키는 과정으로, 사망 후 6~8시간 후에 시작되어 1~2일간 지속된다. 이는 특히 곧게 뻗어 있는 사지에서 두드러진다. 사후 팽만도 몸 안에 가스가 형성되어 발생한다. 이 과정으로 인해 소 사체가 네 발을 공중에 들고 등으로 드러누워 있는 상태가 될 수 있다.

## 대중문화에서

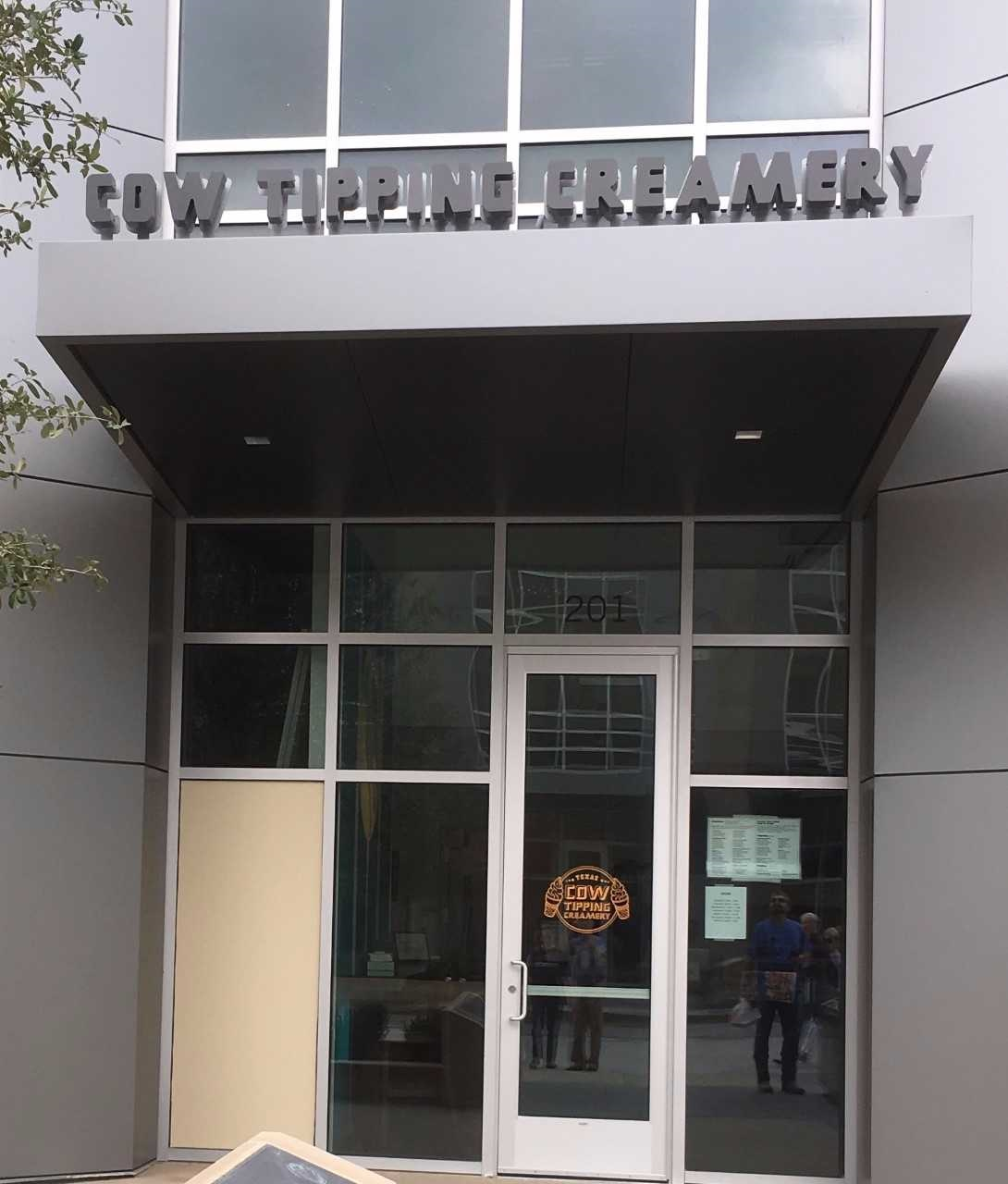
프리스코 (텍사스주)의 카우 티핑 크림ery

다양한 개인이 카우 티핑을 했다고 주장했으며, 종종 술에 취한 상태에서 그랬다고 한다. 이러한 주장은 현재까지 신뢰할 수 있게 검증되지 않았으며, 모던 파머 (잡지)의 제이크 스웨어린겐(Jake Swearingen)은 2013년에 도전과 스턴트 비디오의 인기 있는 출처인 유튜브가 "실제 카우 티핑 비디오를 단 하나도 제공하지 못한다"고 지적했다.
장난꾼들이 인공 소를 넘어뜨린 적도 있다. 1999년 시카고의 미시간 애비뉴 (시카고)를 따라 "분명히 술에 취한" 두 남자가 퍼블릭 아트 전시인 "Cows on Parade"의 일부였던 여섯 마리의 유리섬유 소를 넘어뜨렸다. 다른 네 명의 파괴범은 오크 스트리트 비치의 인명구조원 의자에서 "와우 카우" 조각품을 제거하여 보행자 지하도에 버렸다. 1년 후 뉴욕시는 "아 스트리트카우 네임드 디자이어(A Streetcow Named Desire)"를 포함한 "카우퍼레이드" 예술 소들을 콘크리트 받침대에 고정하여 "카우 티퍼와 도둑의 젖소에 대한 무례함을 방지했다."
카우 티핑은 1980년대 이후 영화에서 다루어졌다. 예를 들어, 헤더스 (1988), 크레이지 토미 보이 (1995), 신나는 동물농장 (2006), 아이 러브 유, 베스 쿠퍼 (2009) 등이 있다. 또한 1992년 랜디 레드로드 감독의 다큐멘터리 영화 "Cow Tipping—The Militant Indian Waiter"의 제목으로도 사용되었다.
카우 티핑의 변형은 영화 카 (영화) (2006)에서 트랙터 티핑이라는 차량 변형으로, 비디오 게임 폴아웃: 뉴 베가스에서는 캐릭터가 게임의 두 머리 소형 동물인 브라민에게 몰래 다가가 넘어뜨릴 수 있는 기능으로도 등장했다. 보드 게임 배틀 카틀(Battle Cattle)은 이 관행을 기반으로 하며, 중무장한 소들이 "티핑 방어 수치"를 가지고 있다.
리틀 윌리스의 2006년 동명 데뷔 앨범에 수록된 곡 "루 리드"에서 노라 존스는 뮤지션 루 리드가 텍사스에서 소를 넘어뜨리는 가상의 사건에 대해 노래한다. 다른 매체에서는 TV 쇼인 빅뱅 이론 (시트콤)이 카우 티핑 전설을 농촌 캐릭터 페니의 특징을 설정하는 요소로 사용한다.
카우 티핑이라는 용어는 때때로 큰 것을 넘어뜨리는 수사학적 표현으로 사용된다. "A Giant Cow-Tipping by Savages"에서 작가 존 위어 클로즈(John Weir Close)는 이 용어를 현대의 인수 합병을 묘사하는 데 사용한다. "신성한 소를 넘어뜨리는 것"은 기독교 사역 및 비즈니스 관리 서적의 제목에서 의도적인 혼성 은유로 사용되었다.

## 더 읽어보기
- Linse, Pat (1999). 《Cow Tipping: The Most Urban of all Urban Legends》. 《스켑틱》 7.
- McCoy, Red; Rightious, Duke (2005). 《The Official Cow Tipper's Handbook: The Original Cow Tipping Guide for Serious Cow Tippers》. Falling Lane Publishers. ISBN 978-0-9774876-0-8.